# کتابخانه بلوار کالپاکا
کتابخانه بلوار کالپاکا (به لتونیایی: Bibliotēka Kalpaka bulvārī) شعبه‌ای از کتابخانه‌های دانشگاه لتونی است که در خیابان کالپاکا در مرکز ریگا، لتونی واقع شده‌است. این کتابخانه در یک عمارت تاریخی قرار دارد که بین سال‌های ۱۸۷۴–۱۸۷۸ به طراحی جانیس فریدریس باومانیس ساخته شده‌است. از نظر فنی جدیدترین کتابخانه واحد دانشگاه لتونی است و عمدتاً برای تحقیقات توسط مرکز علوم انسانی و اجتماعی استفاده می‌شود.

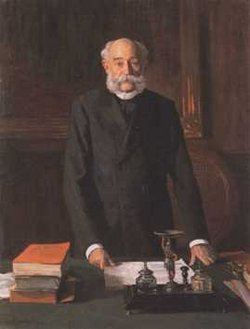
لودویگ ویلهلم کرکوویوس (۱۸۳۱–۱۹۰۴)، مالک اصلی عمارت.